# TruTV (chaîne d'Asie du Sud-Est)
TruTV était une chaîne de télévision payante du Sud-Est de l'Asie appartenant à Turner Broadcasting System Asia. La chaîne a diffusé des émissions de télé-réalité « caught-on-video », des émissions pour adultes ou, comme l’appelait TruTV, la télévision « d’actualité ».

Logo de truTV jusqu'à 2014.

Le 31 décembre 2018, TruTV a cessé ses activités de diffusion à 23h59. Toutefois, quelques programmes de TruTV seront diffusés sur Warner TV Asia,,,

## Voir également
- truTV
- Système de diffusion Turner